# Otto Ludvig Raben
Otto Ludvig lensgreve Raben (15. januar 1729 – 5. maj 1791 på Aalholm) var en dansk godsejer og hofembedsmand. Han havde en lang række kendte brødre og søstre og var far til Frederik Christian Raben.

## Karriere
Raben var søn af Christian Frederik Raben og Berte Scheel von Plessen. Han arvede i 1750 grevskabet Christiansholm efter broderen Christian og fik ved patent af 31. maj 1760 ret til at føre greveligt navn og våben.
Han blev 1747 kornet i Livgarden til Hest, placeret ved oberstløjtnant Plessens kompagni, men endnu nogen tid dispenseret fra at forrette tjeneste, 1750 virkelig kornet, 1751 løjtnant og fik 1754 afsked fra Hæren. Raben blev 1755 kammerherre, 1763 ceremonimester, 7. maj 1766 dekoreret med l'union parfaite og samme år (8. november) hvid ridder (symbolum: Tempore tempera tempora) og endelig 1774 gehejmeråd.

## Dagbog
Rabens forældre tilhørte inderkredsen omkring kong Frederik V og selv efterlod han sig en dagbog, Livsjournal for Otto Ludvig de Raben, greve til Christiansholm., der blev fundet på Aalholm i 1990'erne. Bogen giver et værdifuldt indblik i det aristokratiske liv i Danmark i 1700-tallet og hans egne oplevelser – den store tur til Paris, hvor han kom i de fornemste saloner, forelskede sig ulykkeligt og red på hjortejagt med Ludvig XV, forestod godsdriften på Aalholm, opdragede sine børn, spillede fløjte, gik til bondebryllup, lod sig årelade, var sin hustru utro og begravede sine forældre etc.
Raben ombyggede 1779 østfløjen på Aalholm og opførte 1782 gravkapellet ved Nysted Kirke, hvor han er begravet. Han skænkede desuden 1773 alterklæder til Herritslev og 1785 en kalk til Kettinge Kirke.
Han blev 29. maj 1757 gift med Anna Catharina Henningia von Buchwald. Ud af ni børn fik han to sønner, hvoraf kun Frederik Christian Raben nåede voksenalderen og arvede grevskabet.